# Filippo Ottoni
Filippo Ottoni (Cellere, 17 maggio 1938 – Roma, 7 maggio 2023) è stato un direttore del doppiaggio, dialoghista, sceneggiatore e regista italiano.

## Biografia
Diplomatosi all'attuale International Film School di Londra, diresse cinque film e ne sceneggiò una decina. Come direttore del doppiaggio e dialoghista lavorò all'adattamento e alla traduzione di circa 200 film, tra i quali alcuni diretti da Clint Eastwood, Steven Soderbergh, Stephen Frears, Tim Burton, Emir Kusturica. Presidente dell'Associazione Italiana Dialoghisti Adattatori Cinematografici.
Filippo Ottoni è deceduto il 7 maggio 2023, dieci giorni prima del suo 85º compleanno.

## Vita privata
Era sposato con la collega Elettra Bisetti.

## Direzione del doppiaggio[3]
- Il giardino indiano, regia di Mary Mc Murray (1985)
- 52 - Gioca o muori, regia di John Frankenheimer
- Maurice
- Texasville
- Cortesie per gli ospiti
- Balla coi lupi
- Con le migliori intenzioni
- Carlito's Way
- Shine
- Amare per sempre
- Il senso di Smilla per la neve
- Il cavaliere di Lagardere
- Star Wars: Episodio I - La minaccia fantasma
- Hollywood, Vermont.
- Frequency - Il futuro è in ascolto
- L'altra metà dell'amore
- Guardo, ci penso e nasco
- Gosford Park
- L'importanza di chiamarsi Ernesto
- L'uomo senza passato
- Il ladro di orchidee
- A proposito di Schmidt
- The Company
- Mystic River
- La casa di sabbia e nebbia

## Filmografia

### Regista
- La grande scrofa nera (1971)
- Questo sì che è amore (1978)
- Asilo di polizia (1986)
- I giorni randagi (1988)
- L'assassino è quello con le scarpe gialle (1995)

### Sceneggiatore
- La grande scrofa nera (1971)
- Reazione a catena (Ecologia del delitto) (1971), regia di Mario Bava
- Questo sì che è amore (1978)
- I giorni randagi (1988)
- Jona che visse nella balena (1993), regia di Roberto Faenza
- L'assassino è quello con le scarpe gialle (1995)

## Riconoscimenti
- David di Donatello 1993 – Candidatura per la migliore sceneggiatura per Jona che visse nella balena – condivisa con Roberto Faenza
- 2002 – Miglior doppiaggio generale cinema al Festival del Doppiaggio Voci nell'Ombra
- 2002 – Miglior doppiaggio generale – Premio del pubblico al Festival del Doppiaggio Voci nell'Ombra
- 2002 – Premio nazionale per la traduzione dal Presidente della Repubblica Carlo Azeglio Ciampi
- 2004 – Miglior doppiaggio generale cinema al Festival del Doppiaggio Voci nell'Ombra
- 2004 – Leggio d'oro alla carriera[4]
- 2009 – Miglior adattamento al Gran Premio Internazionale del Doppiaggio
- 2009 – Miglior doppiaggio generale cinema al Festival del Doppiaggio Voci nell'Ombra
- 2009 – Miglior direzione del doppiaggio – Premio della giuria al Gran Galà del Doppiaggio Romics DD
- 2010 – Miglior adattamento al Gran Premio Internazionale del Doppiaggio